# Festival di San Sebastián 1968
La 16ª edizione del Festival internazionale del cinema di San Sebastián si è svolta a San Sebastián dal 6 al 16 luglio 1968.

## Selezione ufficiale

### Concorso
- Bab'e carstvo (Бабье царство), regia di Aleksej Aleksandrovič Saltykov
- Decline and Fall... of a Birdwatcher, regia di John Krish
- Dita Saxová, regia di Antonín Moskalyk
- El dependiente, regia di Leonardo Favio
- Ugo e Josefin (Hugo och Josefin), regia di Kjell Grede
- Il marito è mio e l'ammazzo quando mi pare, regia di Pasquale Festa Campanile
- Je t'aime, je t'aime - Anatomia di un suicidio (Je t'aime, je t'aime), regia di Alain Resnais
- La ragazza con la pistola, regia di Mario Monicelli
- No somos de piedra, regia di Manuel Summers
- Nyar a hegyen, regia di Péter Bacsó
- Professor Columbus, regia di Rainer Erler
- Quando muore una stella (The Legend of Lylah Clare), regia di Robert Aldrich
- Un lungo giorno per morire (The Long Day's Dying), regia di Peter Collinson
- Vingt-quatre heures de la vie d'une femme, regia di Dominique Delouche

### Fuori concorso
- Ama Lur, regia di Néstor Basterretxea e Fernando Larruquert
- La scogliera dei desideri (Boom), regia di Joseph Losey
- Un uomo per Ivy (For Love of Ivy), regia di Daniel Mann
- Romeo e Giulietta, regia di Franco Zeffirelli
- Uno sporco imbroglio (The Strange Affair), regia di David Greene

## Premi
- Concha de Oro: Un lungo giorno per morire (The Long Day's Dying), regia di Peter Collinson
- Concha de Plata al miglior regista: Peter Collinson, per Un lungo giorno per morire (The Long Day's Dying)
- Concha de Plata alla migliore attrice: Monica Vitti, per La ragazza con la pistola
- Concha de Plata al miglior attore:
  - Sidney Poitier, per Un uomo per Ivy (For Love of Ivy)
  - Claude Rich, per Je t'aime, je t'aime - Anatomia di un suicidio (Je t'aime, je t'aime)